# Los Zopilotes
Los Zopilotes fue una banda de rock alternativo peruana, originaria de la ciudad de Lima. Fue formada en 1993 y fue una de las agrupaciones peruanas pertenecientes a la segunda ola del ska en dicho país, junto al clásico rock de sus composiciones.

## Historia
A finales de 1992, Carlos Fernández era integrante de la banda Déckadas, la cual estaba en sus últimos años tras la salida de uno sus miembros. En 1993, Fernández conoce al bajista Sergio Flores y lo invita a que ensaye con su grupo. Así que, formaron parte de un trío (junto al baterista César Girón). Por otra parte, el saxofonista y tecladista Miguel Salazar no estaba tan al pendiente de la agrupación en esos momentos por encontrarse fuera de la capital.
En 1993, ya reunidos los cuatro miembros, deciden poner fin a Déckadas y fundan la banda Los Zopilotes. Su primer concierto fue en agosto de ese año, el Phantom Café del distrito de Miraflores, en Lima. A fines de año, participaron en el concurso de rock llamado "Festival de Rock Libby's", el cual ganaron. El premio fue que tuviesen espacios gratuitos para tocar en diversas partes de la capital, pudiendo así hacerse más conocidos. Además, tendrían un apoyo económico para la elaboración de un álbum.

### Lenguas Salvajes (1994)
En 1994, la banda lanzó su primer disco titulado Lenguas Salvajes. Las canciones Mi tabla surfing, Preséntame a tu hermana y La mosca llegaron a sonar en algunas radios limeñas de esos años. No obstante, César Girón decidió dejar la banda ese mismo año. En búsqueda de un nuevo baterista, conocieron a un adolescente Fernando Roca, sumándose al grupo.

### Quechiquitiparetibembo (1996)
En 1996, la banda publicó su segundo álbum titulado Quechiquitiparetibembo. Los temas ska de este álbum fueron los que llegar a sonar en las radios, por ejemplo: Mi zapato, Saca al bebé, Dame mi pelota y Yom Yom Chiquibebecomisique (este último fue el más exitoso a nivel radial). Gracias a ello, el grupo pudo hacerse más conocido en todo el país (no solamente en Lima) y tener la oportunidad de ser parte del festival colombiano Rock al Parque de ese mismo año en Bogotá, en el cual compartieron escenario con otros grupos de rock latinoamericano. Por otra parte, las canciones Tú y yo, Atrápame y A quién fueron parte de la banda sonora de la película peruana de 1998 No se lo digas a nadie; siendo la última canción mencionada, la más conocida del grupo en su historia.

### La hora del té (1998)
En 1998, Los Zopilotes publicó su tercer álbum llamado La hora del té, destacando algunas canciones como Cada noche, Búscame y Quiero ser feliz. Debido a ello, la banda viajó a México para el festival de rock Camaleón 98, en la ciudad de Guadalajara.
Durante los años 1999 y 2000, la banda tuvo unos cuantos cambios de integrantes. Sergio Flores dejó el grupo, siendo reemplazado por Richard Gutiérrez y luego por Renato Flores. Esta nueva formación duró hasta 2003, año en que la banda se separó.  

### Reunión y Puro Azul (2007)
En 2007, la banda anunció su retorno luego de 4 años, con un cambio de integrantes. A diferencia del cuarteto original, solo se mantuvieron Carlos Fernández y Sergio Flores, sumándose Jack Bastante en la batería. Tras tener diversos conciertos y hacer una colección de las canciones conocidas por el grupo en la década pasada, sacaron su cuarto y último álbum, Puro Azul. Después de ello, Los Zopilotes se disuelve definitivamente.

## Miembros
- Carlos Fernández - Voz y guitarra (1993 - 2007)
- Sergio Flores - Bajo (1993 - 2007)
- Jack Bastante - Batería (2007)
- Miguel Salazar - Saxo y coros (1993 - 2003)
- Fernando Roca - Batería (1994 - 2003)
- César Girón - Batería (1993)
- Richard Gutiérrez - Bajo (1999)
- Renato Flores - Bajo (2000 - 2003)
- Carlos Illescas - Saxo (2003 - 2007)
- Victor Vasquez - Trompeta (2003 - 2007)

## Discografía
- Lenguas Salvajes (1994)
- Quechiquitiparetibembo (1996)
- La hora del té (1998)
- Puro Azul (2007)